# Cañón de Chelly

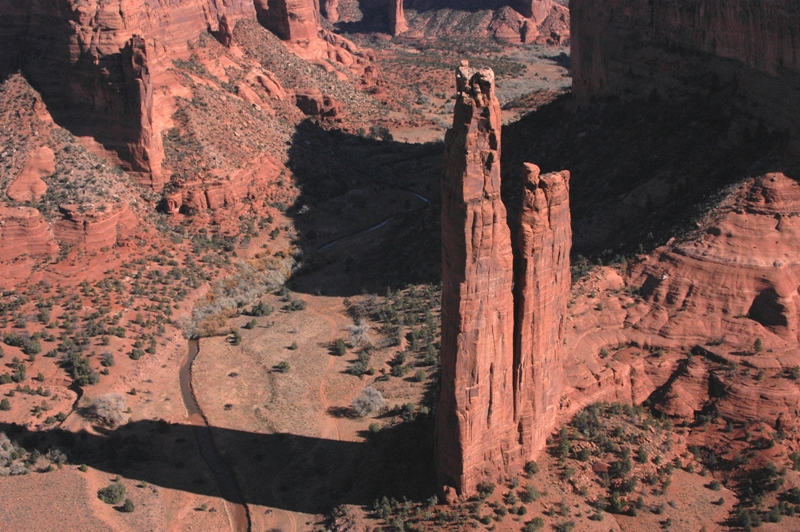
Spider Rock

El Cañón de Chelly es un área natural protegida de los Estados Unidos ubicada en la parte nororiental de Arizona, en el condado de Apache. El área tiene una superficie de 339,3 km² y es un monumento nacional de Estados Unidos desde 1931. La zona está totalmente dentro de la Reserva India Navaja.
En este lugar destaca la Spider Rock. Este monolito de arenisca roja se encuentra ubicado en el Cañón de Arizona dentro del parque nacional de Chelly. Su altura alcanza los 244 metros y fue formado hace 230 millones de años aproximadamente con la cimentación de capas de arena depositadas por el viento. Su nombre deriva de la leyenda de los indios Navajos "la Abuela Araña" que hizo de ella su casa. Ellos le otorgan el estatus de "Salvadora" y la adoran como una deidad. 

## Historia
El cañón de Chelly estuvo habitado por indios Hopi desde el año 1300 hasta, aproximadamente, 1700. A partir de ese año, fueron los indios Navajos los que se hicieron con el territorio. En 1805, tras unas incursiones de esta tribu nómada en el pueblo novohispano de Cebolleta, se llevó a cabo una acción punitiva liderada por el teniente español Antonio Narbona conocida como la "masacre del cañón de Chelly", que acabó con la vida de 115 Navajos y el arresto de otros 33.  
Tras la independencia de México de España, el cañón pasó a ser parte de la provincia de Nuevo México. Años después, pasaría a manos estadounidenses. Durante las guerras de los Navajos, el ejercitó unionista comandado por Kit Carson, derrotó a los navajos liderados por Manuelito y Barboncito en una batalla desarrollada en sus inmediaciones entre el 12 y el 14 de enero de 1864.
La Spider Rock sirvió de telón de fondo en las primeras secuencias de la película de terror Poltergeist II: El otro lado.